# Francis Frith
Francis Frith (també escrit Frances Frith) (Chesterfield, Derbyshire, 31 d'octubre de 1822 - Canes, França, 25 de febrer de 1898) va ser un fotògraf anglès qua va realitzar gran part de la seva obra fent fotografia de viatge per l'Orient Mitjà i moltes ciutats del Regne Unit.
Frith va estudiar a Birmingham, i més tard es va iniciar en els negocis obrint un de compravenda de coberts, deixant-ho el 1850 per iniciar un estudi fotogràfic conegut com a Frith & Hayward a Liverpool.
De mica en mica Frith va mostrar un interès per la fotografia, convertint-se en un membre fundador de la Societat Fotogràfica de Liverpool el 1853. Frith va vendre les seves empreses el 1855 per dedicar-se completament a la fotografia. Va viatjar a l'Orient Mitjà en tres ocasions, la primera de les quals va ser un viatge a Egipte el 1856, amb càmeres de gran mida (16 "x 20").
Es pot veure una fotografia seva del port de Barcelona al Museu Nacional d'Art de Catalunya.